# آخرین فریاد برای جوانمردی
آخرین فریاد برای جوانمردی (انگلیسی: Last Hurrah for Chivalry) یک فیلم رزمی محصول سال ۱۹۷۹ سینمای هنگ کنگ به نویسندگی و کارگردانی جان وو و تهیه کنندگی ریموند چو است. در این فیلم بازیگرانی چون دیمین لائو و هویی سانگ لی به ایفای نقش می‌پردازند.
این فیلم ادای احترامی به مربی جان وو کارگردان، چانگ چه است. جذابیت شیک نیز از تأثیرات آکیرا کوروساوا ناشی شده‌است. شخصیت اصلی تسینگ یی الهام گرفته شده از قاتل واقعی جینگ که است که در طول تاریخ به خاطر ترور نافرجامش به یاد می‌آید. سالی که فیلم منتشر شد نیز همان سالی است که جان وو با تسوی هارک ملاقات کرد.